# Marg Helgenberger

Marg Helgenberger bei der Comic Con 2013, San Diego

Marg Helgenberger (* 16. November 1958 in Fremont, Nebraska; eigentlich Mary Margaret Helgenberger) ist eine US-amerikanische Schauspielerin.

## Biografie
Helgenberger hat zwei Geschwister und wuchs in North Bend, einer Kleinstadt am Platte River im östlichen Nebraska, auf. Ihre Familie hat deutsche und irische Wurzeln. Helgenberger besuchte das Kearney State College und wechselte dann an die „Northwestern Alumnus School of Speech“ in Evanston, Illinois. Sie machte einen Abschluss in Sprachen und Drama. Helgenberger kam zum ersten Mal mit der Schauspielerei in Kontakt, als sie die Rolle der Blanche Dubois in einer Produktion an der Universität von Tennessee Williams’ Endstation Sehnsucht erhielt. Zwischenzeitlich arbeitete sie als Wetteransagerin. Der Produzent fand aber, dass ihr Name zu lang war, und änderte ihn in Margie McCarthy.
1981 bot ihr eine Talentsucherin eine Rolle in der Fernsehserie Ryan’s Hope an, aber Helgenberger wollte zunächst das College beenden. Die Talentsucherin akzeptierte dies und meldete sich, als Helgenberger die Universität beendet hatte. Diese erste Fernsehrolle als Siobhan Ryan in der Fernsehserie spielte sie insgesamt fünf Jahre.
Ab 1988 spielte Helgenberger in der Fernsehserie China Beach. 2000 übernahm sie eine Hauptrolle in der erfolgreichen Fernsehserie CSI: Den Tätern auf der Spur, die sie bis Januar 2012 innehatte. Für die 300. Episode, deren Ausstrahlung am 23. Oktober 2013 bei CBS stattfand, kehrte sie in ihrer alten Rolle für einen Gastauftritt zur Fernsehserie zurück. Obwohl sie zumeist in Fernsehfilmen und -serien auftrat, wurde sie auch in einigen Kinofilmen wie Bad Boys – Harte Jungs und Erin Brockovich besetzt.
2015 spielte sie in der dritten Staffel der CBS-Serie Under the Dome die Rolle der Christine Price.

## Auszeichnungen und Nominierungen
Für ihre Nebenrolle in China Beach wurde Helgenberger für jede der drei gedrehten Staffeln mit dem The Q Award (Viewers of Quality Television) und 1990 mit dem Emmy ausgezeichnet. Daneben kam sie einmal in die Endauswahl für den Golden Globe. CSI: Vegas brachte ihr zwei Nominierungen als Hauptdarstellerin für Emmy und Golden Globe. 2005 wurde sie bei den People’s Choice Awards als Bester weiblicher TV-Star ausgezeichnet.
Daneben wurde sie für ihre Nebenrolle in Erin Brockovich für den Blockbuster Award nominiert.

## Privates
Marg Helgenberger war vom 9. September 1989 bis zum 1. Februar 2010 mit Alan Rosenberg verheiratet, den sie 1989 am Set von Ryan’s Hope kennengelernt hatte. Aus der Ehe ging der Sohn Hugh Howard Rosenberg hervor.

## Filmografie (Auswahl)
- 1982–1986: Ryan’s Hope (Fernsehserie, 107 Folgen)
- 1987: Matlock (The Gambler)
- 1987: Shell Game (Fernsehserie, 6 Folgen)
- 1988–1991: China Beach (Fernsehserie, 61 Folgen)
- 1989: After Midnight
- 1989: Always – Der Feuerengel von Montana (Always)
- 1990: Blind Vengeance (Fernsehfilm)
- 1991: Crooked Hearts
- 1991: Death Dreams (Fernsehfilm)
- 1992: In Sickness and in Health (Fernsehfilm)
- 1992: Through the Eyes of a Killer (Fernsehfilm)
- 1993: Distant Cousins
- 1993: When Love Kills – The Seduction of John Hearn (Fernsehfilm)
- 1993: Partners (Kurzfilm)
- 1994: Ken Folletts Roter Adler (Lie Down with Lions)
- 1993: Tommyknockers – Das Monstrum
- 1994: Machen wir’s wie Cowboys (The Cowboy Way)
- 1994: Grenzenloses Leid einer Mutter (Where Are My Children?)
- 1995: Bad Boys – Harte Jungs
- 1995: Species
- 1996: Im Würgegriff der Yakuza-Killer (Conundrum, Fernsehfilm)
- 1996: Emergency Room – Die Notaufnahme (ER, Fernsehserie, 5 Folgen)
- 1997: Fire Down Below
- 1997: Wie ich zum ersten Mal Selbstmord beging (The Last Time I Committed Suicide)
- 1998: Anna und der Geist (Giving Up the Ghost)
- 1998: Species II
- 1999: Kill And Smile (Happy Face Murders)
- 2000: Es geschah in Boulder (Perfect Murder, Perfect Town: JonBenét and the City of Boulder)
- 2000: Erin Brockovich
- 2000–2015: CSI: Den Tätern auf der Spur (CSI: Crime Scene Investigation, Fernsehserie, 266 Folgen)
- 2004: Reine Chefsache (In Good Company)
- 2007: Mr. Brooks – Der Mörder in Dir (Mr. Brooks)
- 2008: Columbus Day – Ein Spiel auf Leben und Tod
- 2009: Wonder Woman (Stimme für Hera)
- 2014: Intelligence (Fernsehserie, 13 Folgen)
- 2015: Under the Dome (Fernsehserie, 11 Folgen)
- 2016: Almost Friends
- 2019: Bailey – Ein Hund kehrt zurück (A Dog’s Journey)
- 2019–2022: All Rise – Die Richterin (Fernsehserie, 45 Folgen)
- 2022–2024: CSI: Vegas (Fernsehserie, 31 Folgen)

## Videospiele
- 2003: CSI: Crimes Scene Investigation (Stimme für Catherine Willows)
- 2004: CSI: Crimes Scene Investigation – Dark Motives (Stimme für CSI Catherine Willows)